# تاتسویا ساسه
تاتسویا ساسه (انگلیسی: Tatsuya Sase؛ زادهٔ ۲۵ نوامبر ۱۹۹۱) بازیکن فوتبال اهل ژاپن است.